# Paramarbla catharia
Paramarbla catharia är en fjärilsart som beskrevs av Collenette 1933. Paramarbla catharia ingår i släktet Paramarbla och familjen tofsspinnare. Inga underarter finns listade i Catalogue of Life.